# Ahome
Ahome è un comune dello stato di Sinaloa, in Messico settentrionale, il cui capoluogo è la città di Los Mochis.